# Фернандо Ваљехо
Фернандо Ваљехо (шп. Fernando Vallejo Rendón; Медељин, 24. октобар 1942) колумбијски је романописац, филмски стваралац и сценариста. Ваљехо је писац са изузетним талентом за сатиру и сматра се звездом у успону међу латиноамеричким писцима.

## Биографија
Фернандо Ваљехо рођен је у Колумбији у Медељину, граду који је својевремено био упориште Пабла Ескобара. Овај град се прочуо по злу осамдесетих година 20. века у време кад су наркокартели завладали земљом. У то време насиља и безвлашћа издвојила се посебна врста малолетних плаћених убица (шп. los sicarios), неука деца која бездушно убијају за неколико нарко-долара. Њима је то постало као спорт и најлакши излаз из крајње беде где су доспели милиони Колумбијаца. Ваљехо је писац, граматичар (Колумбија је дуго година већ позната по својим добрим филолозима, а Богота је одавно прозвана америчком Атином), синеаста и биолог. Има ренесансно образовање и деценијама живи у Мексику. Добио је мексичко држављанство 2007. године.

## Стил писања
Фернандо Ваљехо је мајстор црног хумора и борац против лицемерја. Има невероватан таленат за друштвену сатиру, цинизам на рачун цркве, као и политичара које Ваљехо сматра одговорним за хаос у Колумбији у време после Ескобара. Пише изузетно страсно супротстављено сурово и нежно, отровно и молећиво. Он је критичар свога времена као префињени мајстор језика.

## Одабрана библиографија
Ваљехо је један од водећих савремених књижевника Латинске Америке. Ту позицију је стекао тек после публиковања два прозна дела (На низбрдици и Паралелни булевар). Публиковао је и две биографије колумбијских песника. Објавио је и циклус од 5 аутобиографских романа под заједничким насловом Река времена.
- Богородица плаћеника, 1994.
- На низбрдици, 2001.
- Паралелни булевар, 2002.
- Дарвинистичка таутологија, 1998; научна биолошка студија
- Логои, 1983; граматика књижевног језика
- Река времена, циклус од 5 аутобиографских романа

## Награде
Добио је 2003. године награду Rómulo Gallegos Prize, једну од најпрестижнијих награда за књижевност на шпанском језику.